# GWR 4073 Class
4073 Class или Castle class — серия магистральных пассажирских паровозов типа 2-3-0, эксплуатировавшихся на Great Western Railway (GWR) в Великобритании. Их изготовление продолжалось с 1923 по 1950 год. Конструктором паровоза выступил главный механик дороги Чарльз Коллетт.

## Предыстория
Основой для проекта нового паровоза стала серия Star class — четырёхцилиндровый паровоз 1907 года с золотниками длинного хода и топкой Бельпера, который должен был стать лучшим магистральным пассажирским паровозом GWR. К 1914 году в эксплуатации находился 61 локомотив этой серии, но после Первой мировой войны возникла потребность в усовершенствованном паровозе. Чтобы удовлетворить новым требованиям, главный механик GWR Джордж Джексон Черчуард предполагал заменить котёл в серии Star class на стандартный котёл № 7 от грузового магистрального паровоза типа 1-4-0 серии GWR 4700 class. Однако эта комбинация давала бы нагрузку на ось, превышающую установленный 20-тонный лимит, в результате идея не была реализована.

## Конструкция
Чарльз Коллетт сменил Черчуарда на посту главного механика GWR в 1922 году и сразу же взялся за проектирование нового локомотива, который мог бы дополнить Star class и заменить его на наиболее загруженных магистралях. Решением Коллетта стало удлинение рамы исходного локомотива и установка на неё вновь разработанного котла № 8, который был одновременно крупнее и легче предшественника. Увеличение количества производимого пара позволяло увеличить диаметр цилиндра с 381 до 406 мм. Также новая рама позволяла разместить кабину с боковыми окнами и увеличить площадь колосниковой решетки. Результатом стало повышение тягового усилия до 14 кН (14,3 тс), при этом локомотив выглядел пропорциональным и оставался в пределах ограничения нагрузки в 20 тонн на ось.

## Производство
В отличие от Star class, опытный экземпляр паровоза не создавался. Коллетт был достаточно уверен в своей конструкции, чтобы в 1923 году сразу сделать Swindon Works заказ на десять локомотивов. Однако между выходом с завода первого экземпляра в августе 1923 года и появлением второго в декабре предусматривался четырёхмесячный период на устранение возможных недоработок. После этого оставшиеся восемь паровозов ритмично покидали завод до апреля 1924 года. Первая партия получила № 4073—4082, без разрыва продолжая нумерацию локомотивов серии Star class. Последние 12 представителе Star class, построенные в 1922—23 годах, получили названия в честь монастырей Западной Англии, где действовала GWR. Новые локомотивы были названы в честь замков, начиная с Кайрфилли. За 27 лет с августа 1923 года по август 1950 года Swindon Works было выпущено 155 вновь построенных представителей серии, получившей второе название Castle class (замковая серия), ещё 16 экземпляров были перестроены из паровозов других серий. В феврале 1952 года два паровоза, 4082 Windsor Castle и 7013 Bristol Castle, обменялись именами и цифровыми обозначениями, чтобы 7013 под видом 4082 мог участвовать в качестве траурного поезда в похоронах короля Георга VI. Обратная замена не производилась, и 4082 был выведен из эксплуатации в 1964 году как 7013, а 7013 встал на прикол как 4082 в 1965 году.

### Новые паровозы
Ниже приведён порядок постройки новых паровозов.
Great Western Railway
- Заказ 224: № 4073—4082, августа 1923 года — апрель 1924 года.
- Заказ 232: № 4083—4092, май — август 1925 года.
- Заказ 234: № 4093—4099 и № 5000—5012, май 1926 года — июль 1927 года.
- Заказ 280: № 5013—5022, июнь — август 1932 года.
- Заказ 295: № 5023—5032, июнь — август 1932 года.
- Заказ 296: № 5033—5042, май — июль 1933 года.
- Заказ 303: № 5043—5067, март 1936 года — июль 1937 года. № 5043—5063 изначально были названы в честь замков, но затем были переименованы в 1937 году в честь графов)
- Заказ 310: № 5068—5082, июнь 1938 года — июнь 1939 года. (№ 5069 и 5070 были названы в честь Изамбарда Кингдома Брюнеля и сэр Дэниела Гуча; в 1941 году № 5071—5082 были переименованы в честь самолётов Королевских ВВС)
- Заказ 324: № 5093—5097, июнь — июль 1939 года.
- Заказ 357: № 5098—5099, № 7000—7007, май — июль 1946 года.

British Railways (Западный регион)
- Заказ 367: № 7008—7027, май 1948 года — август 1949 года.
- Заказ 375: № 7028—7037, май — август 1950 года.

Паровозы были изготовлены с минимальными отступлениями от проектных размеров. Исключением стали 5013 Abergavenny Castle, у которого была изменена форма переднего конца кожуха, закрывающего цилиндры, и 5043 Earl of Mount Edgcumbe, который получил укороченную трубу. Паровозы, изготовленные до 1926 года, комплектовались стандартным тендером на 16000 л, остальные получили тендер на 18000 л.

### Перестроенные паровозы
С января по сентябрь 1924 года единственный представитель типа 2-3-1 на GWR, № 111 The Great Bear, был официально перестроен в Castle class, хотя «повторно были использованы только передняя часть оригинальной рамы, номерная пластина, и вряд ли что-то ещё». Обновлённый паровоз получил название Viscount Churchill и проработал до вывода из эксплуатации в июле 1953 года.
В апреле 1925 года был перестроен Star class № 4009 Shooting Star. Он получил удлинённую раму, на которую установили новый котёл и кабину. Обновлённому паровозу присвоили новый номер и название: № 100 A1 Lloyds. Он прослужил до вывода из эксплуатации в 1950 году.
В октябре 1925 года второй представитель Star class, № 4016 The Somerset Light Infantry (Prince Albert’s) был переделан аналогичным образом, однако на этот раз сохранил и номер, и название. Ещё два паровоза серии Stars class пережили обновление в 1926 году: № 4032 Queen Alexandra и № 4037 The South Wales Borderers. Оба также сохранили номера и названия и прослужили до 1951 и 1962 года соответственно.
Между 1937 и 1940 годами ещё двенадцать представителе серии Star class (№ 4061—72) были переделаны в Castle class, получив новые порядковые номера с 5083 до 5092, но сохранив оригинальные названия. Все они были сняты с линий в период с 1958 по 1964 год.

## Реклама и достижения
При представлении публике новый паровоз был объявлен самым мощным в Великобритании скоростным пассажирским локомотивом, примерно на 10 % превосходящим Star class. Первый представитель серии, № 4073 Caerphilly Castle, дебютировал на вокзале Паддингтон 23 августа 1923 года. Выбор для № 4082 названия в честь Виндзорского замка оказалось удачным случаем, поскольку именно этот локомотив вёл королевский поезд, короля Георга V и Королевы Мэри, когда они совершали поездку на Swindon Works в 1924 году. Широко освещался факт, что король лично управлял паровозом на обратном пути с завода на станцию, а королева и несколько высокопоставленных работников GWR ехали на подножке.
В 1924 году 4073 Caerphilly Castle экспонировался на Британской имперской выставке в Уэмбли наряду с «Летучим шотландцем» (Flying Scotsman) Найджела Грезли из London and North Eastern Railway (LNER). GWR заявляла, что её локомотив превосходит по мощности более крупного конкурента, созданного LNER, и в смысле тягового усилия она имела на это право. В результате генеральный директор GWR Феликс Поул (Felix Pole) предложил главному менеджеру южного участка LNER Александру Уилсону (Alexander Wilson) провести совместные испытания обеих серий. В результате соревнования состоялись в апреле 1925 года. № 4079 Pendennis Castle представлял GWR на линии Great Northern, а № 4474 Victor Wild — LNER на линии Great Western. В первое утро Pendennis Castle должен был провести 480-тонный состав от Кингс-Кросс до Донкастера, и представители LNER ожидали, что более лёгкому паровозу будет сложно подняться на Холлоуэй-банк. Однако, как писал Сесил Аллен, паровоз GWR быстрый старт, пройдя от Кингс-Кросс до парка Финсбери за меньшее время, чем любой «пасифик» LNER, известный к тому времени, и в дальнейшем держался в заданном графике, потратив меньше угля и нанеся заметный удар по гордости LNER. Для LNER Victor Wild для сравнения был предоставлен Cornish Riviera Express, который обычно тянул № 4074 Caldicot Castle, и хотя «пасифик» выдерживал график, его более длинная колесная база оказалась не приспособленной для многих поворотов пути. GWR снова стал триумфатором, потратив меньше угля и всегда опережая график, что лучше всего показали последние два дня соревнований, когда опережение составило 15 минут в обоих направлениях.
В 1926 году № 5000 Launceston Castle был передан в аренду London, Midland and Scottish Railway (LMS), где были проведены его испытания на маршруте между Лондоном и Карлайлом. Локомотив настолько подошёл под требования LMS, что компания обратилась к GWR с просьбой построить партию паровозов для использования на магистрали вдоль западного побережья, а в случае невозможности — передать её чертежи паровоза. Оба запроса были отклонены советом директоров GWR. LMS в конце концов получила доступ к конструкции, приняв Уильяма Станира, бывшего начальника производства Swindon Works, на должность главного механика.

## Эффективность
Локомотивы серии Castle class предназначались для всех поездов, за исключением наиболее тяжёлых. Для последних предназначались 30 мощнейших представителей King class, ставшие дальнейшим развитием Castle class c увеличенным котлом и колесами меньшего диаметра.
Castle class характеризуется превосходной общей эффективностью, примером чему служит его работа с поездом Cheltenham Flyer в 1930-е годы: 6 июня 1932 поезд локомотивом 5006 Tregenna Castle преодолел 124,3 км от Суиндона до Паддингтона со средней скоростью 131,4 км/ч. Этот мировой рекорд для паровозной тяги считается впечатляющим достижением.

## Последующие модификации
В 1946 году Фредерик Хоксуорт, преемник Коллетта на посту главного механика GWR, ввёл повышенную степень перегрева в котле № 8, что сделало более экономным потребление воды. С 1956 года установка двойной трубы на некоторых паровозах в сочетании с увеличенными пароперегревателями повысили способность к длительной работе на высокой скорости. Рекорд скорости в апреле 1958 года установил № 7018 Drysllwyn Castle, прошедший маршрут от Бристоля до Паддинтона за 93 минуты 50 секунд достигнув максимальной скорости 164 км/ч в Литл-Сомерфорд.

## Происшествия
- 30 ноября 1948 года пассажирский поезд с № 5022 Wigmore Castle проигнорировал запрещающий сигнал и столкнулся с № 4150, осуществлявшим перецепку в Лэпворте[11]. Восемь пассажиров получили ранения.[12]
- 12 ноября 1958 года грузовой поезд проигнорировал запрещающий сигнал и сошёл с рельсов на станции Хайворт-Джанкшн в Суиндоне (Уилтшир). Паровоз № 5009 Shrewsbury Castle с газетным поездом столкнулся с обломками[13].

## Вывод из эксплуатации
Вывод серии из эксплуатации начался в 1950-х годах, первым был снят с линии в марте 1950 года № 100 A1 Lloyds, приписанный к депо Old Oak Common. Первое вновь построенным представителем Castle class, выведенным из эксплуатации, стал 4091 Dudley Castle из того же депо, закончивший работу почти 9 лет спустя, в январе 1959 года.
Самый маленький пробег в 933 976 км был у № 7035 Ogmore Castle, эксплуатировавшегося с августа 1950 года по июнь 1964 года, самый большой пробег имел № 4080 Powderham Castle, который за 40 лет и 5 месяцев службы преодолел 3 177 587 км.
Последние три паровоза серии, выведенные из эксплуатации, были приписаны к депо Gloucester: № 5042 Winchester Castle и № 7022 Hereford Castle закончили работу в июне 1965 года, 7029 Clun Castle — в декабре 1965 года. Clun Castle тянул последний поезд на паровозной тяге, вышедший из Паддингтона 27 ноября 1965 года.

## Сохранение
4 марта 1967 года № 7029 Clun Castle из Банбери и № 4079 Pendennis Castle из Оксфорда провели специальные составы в Честер, чтобы отметить окончание прямого сообщения между Паддингтоном и Биркенхедом. Эти два локомотива и ещё шесть представителей Castle class были сохранены для истории.
Из восьми сохранённых паровозов шесть находятся в рабочем состоянии. Три были куплены у British Railways: № 4073, 4079 и 7029 — остальные пять обнаружены на свалке. Все действующие локомотивы работали на главных магистралях: № 4079 Pendennis Castle, № 5029 Nunney Castle, № 5043 Earl of Mount Edgcumbe, № 5051 Earl Bathurst, № 5080 Defiant и № 7029 Clun Castle. № 4073 Caerphilly Castle сразу после вывода из эксплуатации был передан в Национальную коллекцию и с тех пор не действовал. В настоящее время он находится в Музее Great Western Railway в Суиндоне. № 7027 Thornbury Castle с июля 2016 года проходит реставрацию.
№ 4079 некоторое время использовался для исторических, прежде чем в 1973 году был перевезён в Австралию. Паровоз пользовался популярностью как в обеих странах, а во время фестиваля Aus Steam 88 работал в паре с «Летучим шотландцем». В 1999 году паровоз был возвращен в Великобритании и в настоящий момент реставрируется в Didcot Railway Centre.
По состоянию на 2018 год № 5043 и № 7029 являются действующими, но только № 5043 имеет действительный сертификат для главной магистрали. В конце года он должен отправиться на капитальный ремонт.
| Изображение | Номер | Название (прежнее название)             | Дата постройки | Дата переименования | Дата вывода из эксплуатации | Тип трубы | Тип тендера | Владелец                            | Текущее местонахождение     | Текущий статус                                                     |
| ----------- | ----- | --------------------------------------- | -------------- | ------------------- | --------------------------- | --------- | ----------- | ----------------------------------- | --------------------------- | ------------------------------------------------------------------ |
|             | 4073  | Caerphilly Castle                       | август 1923    | —                   | май 1960                    | одиночная | Черчуард    | National Railway Museum             | Музей Great Western Railway | в статической экспозиции                                           |
|             | 4079  | Pendennis Castle                        | февраль 1924   | —                   | май 1964                    | одиночная | Коллетт     | Great Western Society               | Didcot Railway Centre       | на реставрации                                                     |
|             | 5029  | Nunney Castle                           | май 1934       | -                   | декабрь 1963                | одиночная | Коллетт     | Джереми Хоскинг (Jeremy Hosking)    | Crewe Diesel TMD            | на реставрации                                                     |
|             | 5043  | Earl of Mount Edgcumbe (Barbury Castle) | март 936       | сентябрь 1937       | декабрь 1963                | двойная   | Хоксуорт    | Birmingham Railway Museum           | Tyseley Locomotive Works    | действующий (сертификат до декабря 2018 года)                      |
|             | 5051  | Earl Bathurst (Drysllwyn Castle)        | май 1936       | август 1937         | май 1963                    | одиночная | Коллетт     | Great Western Society               | Didcot Railway Centre       | в статической экспозиции                                           |
|             | 5080  | Defiant (Ogmore Castle)                 | май 1939       | январь 1941         | апрель 1963                 | одиночная | Коллетт     | Birmingham Railway Museum           | Tyseley Locomotive Works    | на реставрации                                                     |
|             | 7027  | Thornbury Castle                        | август 1949    | —                   | декабрь 1963                | одиночная | —           | Джон Джонс-Пратт (John Jones-Pratt) | Crosville Motor Services    | на реставрации                                                     |
|             | 7029  | Clun Castle                             | май 1950       | —                   | декабрь 1965                | двойная   | Коллетт     | Birmingham Railway Museum           | Tyseley Locomotive Works    | действующий (выход на главную магистраль запланирован на 2018 год) |

## Модели
Hornby Railways в настоящее время выпускает модель № 4073 в масштабе 00. Под брендом Hornby Dublo, на тот момент принадлежавшим Meccano Ltd, с 1957 года выпускалась модель Bristol Castle для собственной трёхрельсовой системы, а с 1959 года — модель Cardiff Castle для двухрельсовой системы. После приобретения бренда компанией Wrenn выпуск этих моделей продолжился. Airfix/GMR (и позднее Dapol) также выпускали модели для масштаба 00. Tri-ang выпустила модель для масштаба TT, Graham Farish (позднее Bachmann) — модели для масштаба N. Различные прототипы серии выпускались многими производителями.